# УЕФА Лига шампиона 2016/17.
УЕФА Лига шампиона 2016/17. је 62. сезона одржавања овог најважнијег клупског такмичења УЕФА савеза, а 25. сезона од реорганизације овог такмичења и промене назива у УЕФА Лига шампиона.
Такмичење је почело првим колом квалификација 28. јуна 2016, а финална утакмица је одиграна 3. јуна 2017. на стадиону Миленијум у Кардифу (Велс). Титулу је одбранио Реал Мадрид.

## Учешће екипа
У УЕФА Лиги шампиона 2016/17. учествовало је 78 представника 53 од 55 национална савеза УЕФА (изузеци су Лихтенштајн, који нема национално првенство и Косово). Број екипа из појединог савеза одређује се према УЕФА лига коефицијенту.
Квалификациона шема Лиге шампиона 2016/17:
- Савези рангирани од 1 до 3 ће имати по 4 клуба.
- Савези рангирани од 4 до 6 ће имати по 3 клуба.
- Савези рангирани од 7 до 15 ће имати по 2 клуба.
- Савези рангирани од 16 до 54 ће имати по 1 клуб. (без Лихтенштајна)
- Победницима Лиге шампиона и Лиге Европе је обезбеђено место у групној фази 2016/17. Уколико су оба победника из исте лиге која је рангирана међу прве три, и заврше испод 4. позиције, четвртопласирани тим ће бити премештен у Лигу Европе.
- Победник Лиге шампиона, Реал Мадрид, је учешће обезбедила као првопласирани у својој лиги, тако да место за победника Лиге шампиона неће бити искоришћено.
- Победник Лиге Европе, Севиља, се није пласирала преко домаће лиге, па ће учествовати у Лиги шампиона као победник Лиге Европе.

## Рангирање савеза
| Поз. | Савез           | Коеф.  | Тим. | Дод.    |
| ---- | --------------- | ------ | ---- | ------- |
| 1    | Шпанија         | 99.999 | 4    | +1 (ЛЕ) |
| 2    | Енглеска        | 80.391 | 4    |         |
| 3    | Немачка         | 79.415 | 4    |         |
| 4    | Италија         | 70.510 | 3    |         |
| 5    | Португалија     | 61.382 | 3    |         |
| 6    | Француска       | 52.416 | 3    |         |
| 7    | Русија          | 50.498 | 2    |         |
| 8    | Украјина        | 45.166 | 2    |         |
| 9    | Холандија       | 40.979 | 2    |         |
| 10   | Белгија         | 37.200 | 2    |         |
| 11   | Швајцарска      | 34.375 | 2    |         |
| 12   | Турска          | 32.600 | 2    |         |
| 13   | Грчка           | 31.900 | 2    |         |
| 14   | Чешка Република | 29.125 | 2    |         |
| 15   | Румунија        | 26.299 | 2    |         |
| 16   | Аустрија        | 25.675 | 1    |         |
| 17   | Хрватска        | 23.500 | 1    |         |
| 18   | Кипар           | 22.300 | 1    |         |
| 19   | Пољска          | 21.500 | 1    |         |

| Поз. | Савез               | Коеф.  | Тим. | Дод. |
| ---- | ------------------- | ------ | ---- | ---- |
| 20   | Израел              | 21.000 | 1    |      |
| 21   | Белорусија          | 20.750 | 1    |      |
| 22   | Данска              | 19.800 | 1    |      |
| 23   | Шкотска             | 17.900 | 1    |      |
| 24   | Шведска             | 17.725 | 1    |      |
| 25   | Бугарска            | 16.750 | 1    |      |
| 26   | Норвешка            | 14.375 | 1    |      |
| 27   | Србија              | 13.875 | 1    |      |
| 28   | Словенија           | 13.625 | 1    |      |
| 29   | Азербејџан          | 12.500 | 1    |      |
| 30   | Словачка            | 11.250 | 1    |      |
| 31   | Мађарска            | 11.000 | 1    |      |
| 32   | Казахстан           | 10.375 | 1    |      |
| 33   | Молдавија           | 10.000 | 1    |      |
| 34   | Грузија             | 9.375  | 1    |      |
| 35   | Финска              | 8.200  | 1    |      |
| 36   | Исланд              | 8.000  | 1    |      |
| 37   | Босна и Херцеговина | 7.500  | 1    |      |
| 38   | Лихтенштајн         | 6.000  | 0    |      |

| Поз. | Савез            | Коеф. | Тим. | Дод. |
| ---- | ---------------- | ----- | ---- | ---- |
| 39   | Македонија       | 5.875 | 1    |      |
| 40   | Ирска            | 5.750 | 1    |      |
| 41   | Црна Гора        | 5.625 | 1    |      |
| 42   | Албанија         | 5.375 | 1    |      |
| 43   | Луксембург       | 5.125 | 1    |      |
| 44   | Северна Ирска    | 4.875 | 1    |      |
| 45   | Литванија        | 4.500 | 1    |      |
| 46   | Летонија         | 4.250 | 1    |      |
| 47   | Малта            | 4.208 | 1    |      |
| 48   | Естонија         | 3.500 | 1    |      |
| 49   | Фарска Острва    | 3.500 | 1    |      |
| 50   | Велс             | 2.875 | 1    |      |
| 51   | Јерменија        | 2.750 | 1    |      |
| 52   | Андора           | 0.833 | 1    |      |
| 53   | Сан Марино       | 0.499 | 1    |      |
| 54   | Гибралтар        | 0.250 | 1    |      |
| 55   | Република Косово | 0.000 | 0    |      |

## Распоред екипа
Прво коло квалификација (8 екипе)
8 првака из савеза рангираних 47—54
Друго коло квалификација (34 екипе)
4 победника из првог кола квалификација
30 првака из савеза рангираних 16—46 (без Лихтенштајна)
Треће коло квалификација прваци (20 екипа)
17 победника из другог кола квалификација
3 првака из савеза рангираних 13—15
Треће коло квалификација за остале клубове (10 екипа)
9 другопласираних екипа из савеза рангираних 7—15
1 трећепласирана екипа из савеза рангираног као 6.
Плеј оф коло за прваке (10 екипа)
10 победника из трећег кола квалификација (прваци)
Плеј-оф за остале клубове (10 екипа)
5 победника из трећег кола квалификација (остали клубови)
2 трећепласиране екипе из савеза рангираних 4—5
3 четвртопласиране екипе из савеза рангираних 1–3
Такмичење по групама (32 екипе)
12 првака из савеза рангираних 1—12
6 другопласираних екипа из савеза рангираних 1—6
3 трећепласираних екипа из савеза рангираних 1—3
5 победника из плеј офа за прваке
5 победника из плеј офа за остале
Победник Лиге Европе
Завршни део (16 екипа)
8 победника из такмичења по групама
8 другопласираних из такмичења по групама

### Екипе
Позиције заузете на крају првенствених сезона 2015/16. приказане су у загради.
| Такмичење по групама     | Такмичење по групама  | Такмичење по групама       | Такмичење по групама  |
| ------------------------ | --------------------- | -------------------------- | --------------------- |
| Реал Мадрид (БТ/2)       | Бајерн Минхен (1)     | Спортинг (2)               | Клуб Бриж (1)         |
| Барселона (1)            | Борусија Дортмунд (2) | Пари Сен Жермен (1)        | Базел (1)             |
| Атлетико Мадрид (3)      | Бајер Леверкузен (3)  | Лион (2)                   | Бешикташ (1)          |
| Лестер (1)               | Јувентус (1)          | ЦСКА Москва (1)            | Севиља (ЛЕ)           |
| Арсенал (2)              | Наполи (2)            | Динамо Кијев (1)           |                       |
| Тотенхем (3)             | Бенфика (1)           | ПСВ Ајндховен (1)          |                       |
| Коло плеј офа            |                       |                            |                       |
| Прваци                   | Остали                | Остали                     | Остали                |
|                          | Виљареал (4)          | Борусија Менхенгладбах (4) | Порто (3)             |
| Манчестер сити (4)       | Рома (3)              |                            |                       |
| Треће коло квалификација |                       |                            |                       |
| Прваци                   | Остали                | Остали                     | Остали                |
| Олимпијакос (1)          | Монако (3)            | Андерлехт (2)              | Спарта Праг (2)       |
| Викторија Плзен (1)      | Ростов (2)            | Јанг Бојс (2)              | Стеауа Букурешт (2)   |
| Астра Ђурђу (1)          | Шахтјор Доњецк (2)    | Фенербахче (2)             |                       |
|                          | Ајакс (2)             | ПАОК (2)                   |                       |
| Друго коло квалификација |                       |                            |                       |
| Ред Бул Салцбург (1)     | Норћепинг (1)         | Астана (1)                 | Младост Подгорица (1) |
| Динамо Загреб (1)        | Лудогорец Разград (1) | Шериф Тираспољ (1)         | Скендербег Корча (1)  |
| АПОЕЛ (1)                | Розенборг (1)         | Динамо Тбилиси (1)         | Диделанж (1)          |
| Легија Варшава (1)       | Црвена звезда (1)     | СЈК (1)                    | Крусејдерс (1)        |
| Хапоел Биршеба (1)       | Олимпија Љубљана (1)  | ФХ (1)                     | Жалгирис (1)          |
| БАТЕ Борисов (1)         | Карабаг (1)           | Зрињски Мостар (1)         | Лиепаја (1)           |
| Копенхаген (1)           | Тренчин (1)           | Вардар (1)                 |                       |
| Селтик (1)               | Ференцварош (1)       | Дандалк (1)                |                       |
| Прво коло квалификација  |                       |                            |                       |
| Валета (1)               | Б36 Торсхавн (1)      | Алашкерт (1)               | Тре Пене (1)          |
| Флора Талин (1)          | Њу сејнтс (1)         | Санта Колома (1)           | Ред импс (1)          |

## Календар такмичења
| Ниво                 | Коло                     | Жребање            | Прва утакмица                 | Друга утакмица           |
| -------------------- | ------------------------ | ------------------ | ----------------------------- | ------------------------ |
| Квалификације        | Прво коло квалификација  | 20. јун 2016.      | 28. јун-29. јун 2016.         | 5-6. јул 2016.           |
| Квалификације        | Друго коло квалификација | 20. јун 2016.      | 12-13. јул 2016.              | 19-20. јул 2016.         |
| Квалификације        | Треће коло квалификација | 15. јул 2016.      | 26-27. јул 2016.              | 2-3. август 2016.        |
| Квалификације        | Коло плеј офа            | 5. август 2016.    | 16-17. август 2015.           | 23-24. август 2015.      |
| Такмичење по групама | 1. коло                  | 25. август 2016.   | 13-14. септембар 2016.        | 13-14. септембар 2016.   |
| Такмичење по групама | 2. коло                  | 25. август 2016.   | 27-28. септембар 2016.        | 27-28. септембар 2016.   |
| Такмичење по групама | 3. коло                  | 25. август 2016.   | 18-19. октобар 2016.          | 18-19. октобар 2016.     |
| Такмичење по групама | 4. коло                  | 25. август 2016.   | 1-2. новембар 2016.           | 1-2. новембар 2016.      |
| Такмичење по групама | 5. коло                  | 25. август 2016.   | 22-23. новембар 2016.         | 22-23. новембар 2016.    |
| Такмичење по групама | 6. коло                  | 25. август 2016.   | 6-7. децембар 2016.           | 6-7. децембар 2016.      |
| Завршни део          | Осмина финала            | 12. децембар 2016. | 14-15. и 21-22. фебруар 2017. | 7-8. и 14-15. март 2017. |
| Завршни део          | Четвртфинале             | 17. март 2017.     | 11-12. април 2017.            | 18-19. април 2017.       |
| Завршни део          | Полуфинале               | 21. април 2017.    | 2-3. мај 2017.                | 9-10. мај 2017.          |
| Завршни део          | Финале                   | 21. април 2017.    | 3. јун 2017.                  | 3. јун 2017.             |

## Квалификације

### Прво коло квалификација
Жреб за прво коло квалификација је одржан 20. јуна 2016. године. Прве утакмице игране су 28. јуна, а реванш мечеви 5. и 6. јула 2016. У првом двомечу су играли велшки шампион ТНС Њу Сејнтс против шампиона Сан Марина екипе Тре Пенеа први меч у Велсу је добио ТНС Њу Сејнтс 2:1 головима Скота Куиглија у 13 минуту и Џемија Мулана у 40 минуту једини гол за представника Сан Марина је дао Стефано Фратернали у 16 минуту. У реваншу било је 3:0 за представника Велса головима Скота Куиглија у 45 минуту, Аерона Едвардса у 47 и победу потврдио Грег Дрејпер у 90 минуту. У другом двомечу играо је представник и шампион Андоре Санта Колома и јерменски шампион и представник Алашкерт у првој утакмици било је 0:0 у Андори, а у реваншу је било 3:0 за Алашкерт головима Вахана Минасијана у 12 минуту Нориар Гизолајан у 84 минуту и Артура Едигиријана у 88 минуту. У трећем двомечу представник Малте и шампион Валета је играла против шампиона и представника Фарских Острва екипе Б36 Торсхавн у првом мечу на Малти било је 1:0 за екипу Валете голом Фредерика Фалконеа у 69 минуту, а у реваншу победила је екипа са Фарских Острва 2:1 головима Хануса Торлеифсона у 10 минуту као и Ханеса Агнарсона у 66 минуту, а једини погодак за малтешког шампиона дао је Фредерико Фалконе у 24 минуту ипак малтешка екипа прошла због гола у гостима што су дали више. У четвртом двомечу састале су се екипе Флора Талин и Линколн Ред Импс из Гибралтара у првом мечу у Естонији резултат је био 2:1 за Флора Талин головима Рауно Аликуа у 35 минуту и Рауно Сапинена у 49 минуту, док једини погодак за госте дао је Џозеф Чиполина у 57 минуту. У реваншу било је 2:0 за Линколн Ред Импс чиме је први пут неки представник Гибралтара прошао у неком двомечу головима Џозефа Чиполине у 15 минуту из једанаестерца и Антонио Калдерона у 79 минуту.
| Тим #1       | рез.      | Тим #2           | прва утакмица | друга утакмица |
| ------------ | --------- | ---------------- | ------------- | -------------- |
| Флора Талин  | 1:2       | Линколн Ред импс | 2:1           | 0:2            |
| Њу сејнтс    | 5:1       | Тре Пене         | 2:1           | 3:0            |
| Валета       | 2:2 (пгг) | Б36 Торсхавн     | 1:0           | 1:2            |
| Санта Колома | 0:3       | Алашкерт         | 0:0           | 0:3            |

### Друго коло квалификација
Жреб за друго коло квалификација је такође одржан 20. јуна 2016. године. Прве утакмице игране су 12. и 13. јула, а реванш мечеви 19. и 20. јула 2016. године. У првом двомечу играле су екипе Дандолка и Хафнафјордура у провм мечу у Ирској било је 1:1 голове су постигли за Дандолк Дејвид Мекмилан у 66 и Стивен Ленон у 77 за екипу Хафнафјодура. У реваншу било је 2:2 голове су постигли за екипу Хафнафјодура Сем Хејсон у 19 минуту и Кристијан Флоки Фингбонасон у 78 минуту, а за Дандолк оба гола дао је Дејвид Мекмилан у 52 и 62 минуту па је прошла екипа Дандолка због датог гола у гостима више. У другом двомечу су играле екипе ГНК Динамо Загреб и ФК Вардар у првом мечу у Скопљу било је 2:1 за екипу Динамо Загреба голове су постигли Немања Мијушковић аутогол у 21 минуту и Марко Рог у 30 минуту, а за домаћи тим једини гол дао је Ховханес Хамбартсујман у 54 минуту. У реваншу било је 3:2 за екипу Динамо Загреба голове су постигли Марко Пјаца у 55 и 70 минуту из једанаестерца те Пауло Машадо у 78 минуту за хрватског представника, а голове за гостујући тим дали су Дарко Велкоски у 39 и 63 минуту. У трећем двомечу играле су екипе албанског Партизанија и мађарског Ференцвароша резултат у првом мечу у Албанији био је 1:1 повео је албански представник голом Реалдо Филија у 47 минуту , а изједначење донео је Данијел Боде у 71 минуту.
У другом мечу резултат је био 1:1, али у пенал серији прошао је албански представник где је добио 3:1 на једанаестерце. Повео је Ференцварош голом Золтан Гере у 14 минуту из једанаестерца, а изједначио је Партизани у 40 минуту аутоголом Оливер Хусинга. У четвртом двомечу су играле екипе Крусадерса и Копенхагена први меч је игран у Северној ирској, а добио је Копенхаген 3:0 головима Фредерика Сантандера у 6 минуту на 2:0 повисио је Андреас Корнелијус у 40 минуту, а трећи гол дао је Расмус Фалк у 53 минуту. У реваншу било је 6:0 голови су постигли Андреас Корнелијус у 48 и 76 минуту, Андрија Павловић у 15 минуту те аутогол је дао Ендру Мичел у 45 минуту, и Расмус Фалк у 58 минуту те Јан Грегуш у 68 минуту утакмице. У петом двомечу играле су екипе Младост Подгорице и Лудогореца у првом мечу у Разграду било је 2:0 за Лудогорец голове су постили Козмин Моци у 13 минуту из једанаестерца, и Жоди Лукоки у 26 минуту. У реваншу било је 3:0 за Лудогорец голове су постигли Жоди Лукоки у 39 и 64 минуту као и Вандерсон у 48 минуту. У шестом двомечу играле су екипе Жалгириса и Астане, у првом мечу у Вилњусу било је 0:0, а у реваншу било 2:1 за екипу Астане голове за Астану дао је Марин Аничић у 39 и 61 минуту, а гол за Жалгирис дао је Еливелто у 57 минуту. У седмом двомечу играле су екипе Розенборга и Норћепинга први меч игран је у Норвешкој где је било 3:1 за екипу Розенборга стрелци су били Холмар Ејрлофсон у 48 минуту, Пал Андре Хеланд у 62 и Јан Ерик де Ланлај у 65 минуту, а једини гол за екипу Норћепинга дао је Себастијан Андерсон у 70 минуту. У другом мечу у Шведској било је 3:2 за екипу Норћепинга голове су постигли Себастијан Андерсон у 57 и 77 минуту и Кристофер Ниман у 59 минуту, а за екипу Розенборга постигли су Кристијан Гиткајер у 36 минуту из једанаестерца као и Јан Ерик де Ланлај у 55 минуту. У осмом двомечу су играле екипе Ред бул Салцбурга и Лијепаје у првом мечу у Аустрији било је 1:0 за екипу Ред Бул Салцбурга голом Џонатан Соријана у 83 минуту. У реваншу било је 2:0 за екипу Ред Бул Салцбурга голове су постигли Валон Бериша у 35 минуту као и Бернандо у 65 минуту. У деветом двомечу су играле екипе ТНС Њу Сејнтса и Апоела у првом мечу у Велсу било је 0:0. У реваншу било је 3:0 на Кипру головима Нектаријуса Александроуа у 54 минуту, Пиерос Сотириоуа у 73 минуту и Томас Де Винсентиа у 95 минуту из једанаестерца. У једанаестом двомечу састале су се екипе БАТЕ Борисова и СЈК-а у првом мечу у Белорусији било је 2:0 за БАТЕ Борисов головима Јури Кендиша у 32 минуту и Витали Родионов у 68 минуту. У другом мечу било је 2:2 голове за за СЈК постигли су Аријел Нгуекам у 44 минуту и Ропе Риски 61 минуту, а за БАТЕ Борисов постигли су Александар Карнитски у 15 минуту као и Алексеј Риос у 29 минуту. У дванаестом двомечу играле су екипе Олимпија Љубљане и Тренчина у првом мечу у Љубљани било је 4:3 за екипу Тренчина голове су постигли за екипу Олимпије Етиен Великоња у 34 минуту, Миха Зајц у 43 минуту као и Блесинг Елеке у 89 минуту, а за екипу Тренчина Џејмс Лоуренс у 4 минуту као и Самуел Калу у 6 минуту Рангело Јанга у 20 минуту и Јакуб Холубек у 32 минуту утакмице. У реваншу је било 3:2 за екипу Олимпије, али прошла је ипак екипа Тренчина због гола датог у гостима више голове су постигли Рангело Јанга у 13 минуту и Матус Беро у 20 минуту за екипу Тренчина, а за екипу Олимпије голове су постили Дејан Келхар у 41 минуту Блесинг Елеке у 45 и Денис Клинар у 79 минуту утакмице. У тринаестом двомечу су играле екипе Валете и Црвене звезде у првом мечу на Малти било је 2:1 за екипу Црвене звезде гол за екипу Валете постигао је Фредерико Фалконе у 15 минуту, а голове за екипу Црвене звезде да постигли су Александар Катаи у 66 минуту и Предраг Сикимић у 75 минуту. У реваншу било је 2:1 за екипу Црвене звезде голове су постигли за екипу Мичел Доналд у 30 минуту као и Александар Катаи у 76 минуту, за госте гол је дао Џонатан Каруана у 11 минуту. У четрнаестом двомечу су играле екипе Линколн Ред Импса и Селтика у првом мечу у Гибралтару било је 1:0 за екипу Линколн Ред Импса голом Ли Касцијара у 48 минуту. У реваншу било је 3:0 за екипу Селтика головима Микаел Лустига у 23 минуту, Ли Грифитса у 25 минуту и Патрик Робертса у 29 минуту. У петнаестом двомечу играле су екипе Хапоел Бер Шеве и Шерифа у првом мечу у Бер Шеви било је 3:2 за екипу Хапоел Бер Шеве голове су постигли Џон Огу у 43 минуту, те Еланив Барда у 52 минуту из једанаестерца као и Махаран Ради у 90 минуту из једанаестерца, за госте голове су дали Јосип Иванчић у 22 минуту као и Јосип Брезовец у 64 минуту. У реваншу било је 0:0 па је прошла екипа Хапоел Бер Шеве. У шеснаестом двомечу играле су екипе Карабага и Дидледанжа у првом мечу у Азербејџану било је 2:0 за екипу Карабага головима Рикардо Алмеиде у 10 минуту из једанаестерца и 27 минуту. У реваншу било је 1:1 голове су постигли Момар Н Дијај за екипу Дидледанжа у 71 минуту, а за госте Рејналдо у 94 минуту. У седамнестом двомечу су играле екипе Динамо Тбилисија и Алашкерта у првом мечу у Тбилисију било је 2:0 за домаћу екипу головима Отар Китешвилија у 55 минуту и Горги Квилиталија у 69 минуту из једанаестрца. У реваншу било је 1:1 гол за екипу Алашкерта постигао је Нориар Гизолајан у 51 минуту, а за госте Јамбул Јиагури у 21 минуту. У последњем двомечу играле су екипе Зрињског и Легије у првом мечу у Мостару било је 1:1 голове су постигли Матија Катанец у 57 минуту за домаћу екипу, а за гостујућу једини гол постигао је Немања Николић у 49 минуту. У реваншу било је 2:0 за екипу Легије голове је постигао је Немања Николић у 28 минуту из једанаестерца и у 62 минуту.
| Тим #1            | рез.           | Тим #2            | прва утакмица | друга утакмица |
| ----------------- | -------------- | ----------------- | ------------- | -------------- |
| Карабаг           | 3:1            | Диделанж          | 2:0           | 1:1            |
| Хапоел Биршеба    | 3:2            | Шериф Тираспољ    | 3:2           | 0:0            |
| Олимпија Љубљана  | 6:6 (пгг)      | Тренчин           | 3:4           | 3:2            |
| Ред бул Салцбург  | 3:0            | Лијепаја          | 1:0           | 2:0            |
| Вардар            | 3:5            | Динамо Загреб     | 1:2           | 2:3            |
| Њу сејнтс         | 0:3            | АПОЕЛ             | 0:0           | 0:3            |
| Зрињски Мостар    | 1:3            | Легија Варшава    | 1:1           | 0:2            |
| Лудогорец Разград | 5:0            | Младост Подгорица | 2:0           | 3:0            |
| Динамо Тбилиси    | 3:1            | Алашкерт          | 2:0           | 1:1            |
| Жалгирис          | 1:2            | Астана            | 0:0           | 1:2            |
| Партизани         | 2:2 (3:1 пен.) | Ференцварош       | 1:1           | 1:1 (пп)       |
| БАТЕ Борисов      | 4:2            | СЈК               | 2:0           | 2:2            |
| Валета            | 2:4            | Црвена звезда     | 1:2           | 1:2            |
| Розенборг         | 5:4            | Норћепинг         | 3:1           | 2:3            |
| Дандолк           | 3:3 (пгг)      | ФХ                | 1:1           | 2:2            |
| Линколн Ред импс  | 1:3            | Селтик            | 1:0           | 0:3            |
| Крусејдерс        | 0:9            | Копенхаген        | 0:3           | 0:6            |

### Треће коло квалификација
Треће коло квалификација је подељено у два одвојена дела: један за националне прваке и један за остале. Поражене екипе у оба дела настављају са такмичењем у колу плеј офа Лиге Европе 2016/17.
Жреб за треће коло квалификација је одржан 15. јула 2016. у Ниону, Швајцарска. Прве утакмице игране су 26. и 27. јула, а реванш мечеви 2. и 3. августа 2016. године.
У првом двомечу у стази шампиона играле су екипе Олимпијакоса и Хапоел Бер Шеве. У првом мечу у Атини било је 0:0, а у реваншу било је 1:0 за екипу Хапоел Бер Шеве голом Шир Цездека у 79 минуту. У другом двомечу играле су екипе Динамо Загреба и Динамо Тбилисија у првом мечу у Загребу било је 2:0 голове су дали Ел Араби Судани у 39 минуту као и Анте Ћорић у 42 минуту. У реваншу било је 1:0 за екипу Динамо Загреба једини гол дао је Марко Рог у 8 минуту. У трећем двомечу играле су екипе Апоела и Розенборга у првом мечу у Трондхејму било је 2:1 за екипу Розенборга голове су постигли су Кристијан Гиткајер у 23 минуту као и Јорген Скјевлик у 45 минуту за екипу Розенборга, а једини гол за гостујући тим постигао је Георги Ефрем у 67 минуту. У реваншу у Никозији било је 3:0 за екипу Апоела голове су постигли Јанис Гијонатис у 91 минуту, Вандер у 96 минуту, Томас Де Винсенти у 99 минуту. У трећем двомечу играле су екипе Астане и Селтика у првом мечу у Астани било је 1:1 голове су постигли Јури Логвиненко у 19 минуту за екипу Астане, а за гостујући тим гол је дао Ли Грифитс у 78 минуту. У реваншу је било 2:1 за екипу Селтика голове су постигли Ли Грифитс у 45 минуту из једанаестерца као и Муса Дембеле у 92 минуту из једанаестерца, а за госте једини гол постигао је Агим Ибраими у 62 минуту. У четвртом двомечу играли су Тренчина и Легије у првом мечу у Словачкој било 1:0 за екипу Легије голом Немање Николића у 69 минуту. У реваншу било је 0:0 па је даље прошла екипе Легије. У петом двомечу играле су екипе Викторије Плзења и Карабага у првом мечу било је 0:0 у Плзењу, а у реваншу било је 1:1 повео је Карабаг голом Муарем Муарема у 28 минуту, а изједначење донео је Михаел Крменчика у 85 минуту тако да је прошла екипа Викторије Плзења. У шестом двомечу играле су екипе Астре Ђурђуа и Копенхагена у првом мечу у Ђурђу било је 1:1 повела је Астра голом Филипа Текшеире у 7 минуту, а изједначио је Томас Дилејни у 64 минуту за екипу Копенхагена. У реваншу је било 3:0 за екипу Копенхагена головима Андреаса Корнелијуса у 14 и 45 минуту као и Фредерико Сантандера у 34 минуту. У седмом двомечу играле су екипе БАТЕ Борисова и Дандолка у првом мечу у Белорусији било је 1:0 за БАТЕ Борисов једини погодак постигао Михаел Гордејчук у 70 минуту, а у реваншу било је 3:0 за екипу Дандолка, а голове су постигли Дејвид Мекмилан у 44 и 59 минуту као и Роби Бенсон у 90 минуту. У осмом двомечу играле су екипе Црвене звезде и Лудогореца, први меч игран је у Бугарској, а резултат је био 2:2 голове су постигли Џонатан Кафу у 43 минуту као и Клаудио Кешеру у 76 минуту, а за екипу Црвене звезде голове су постигли Александар Катаи у 48 минуту као и Гелор Канга у 66 минуту. У реваншу у Београду било је 4:2 за екипу после продужетака за екипу Лудогореца голове су постигли за екипу Црвене звезде, а дали су Мичел Доналд у 17 минуту као и Луис Ибањез у 62 минуту из једанаестерца, док за госте голове су постигли Џонатан Кафу у 24 минуту као и Вандерсон у 40,92 и 97 минуту.

У деветом двомечу играле су екипе Партизанија и Ред Бул Салцбурга у првом мечу у Албанији добила је екипа Ред Бул Салцбурга са 1:0 голом Џонатан Соријана у 70 минуту из једанаестерца док у реваншу било је 2:0 за екипу Ред Бул Салцбурга головима Џонатан Соријана у 76 минуту и Вандерсон у 81 минуту. У првом двомечу стазе за остале(не шампиони) играле су екипе Ајакса и ПАОК-а у првом мечу у Амстердаму било је 1:1 голове су постигли Каспер Долберг у 58 минуту за екипу Ајакса, а за госте једини погодак је постигао Ђалма Кампос у 27 минуту. У реваншу на стадиону стадиону Тумба било је 2:1 за екипу Ајакса голове су постигли Стефанос Анастасидис у 4 минуту за ПАОК док за госте голове је стигао Дејви Класен у 45 минуту из једанаестерца као и у 88 минуту утакмице. У другом двомечу играле су екипе Спарте Праг и Стеауе Букурешт у првом мечу у Прагу било је 1:1 домаћи су повели голом Јосеф Шурала у 35 минут а изједначио је Николае Станчију у 75 минуту утакмице. У реваншу у Букурешту било је 2:0 за екипу Стеауе голове је постигао Николае Станчију у 31 и 63 минуту утакмице. У трећем двомечу играле су екипе Шахтар Доњецка и Јанг бојса у првом мечу у Украјини резултат је био 2:0 за екипу Шахтара голове су постигли Бернард у 27 минуту и Јевхен Селењзов у 75 минуту.
У реваншу у Берну било је 2:0 за екипу Јанг Бојса који после бољег извођења једанаестераца победили су 4:2, а голове је постигао Јуја Кубо у 54 и 60 минуту. У четвртом двомечу играле се су екипе Ростова и Андерлехта у првом мечу у Ростову било је 2:2 голове су постигли Саеид Езатолахи у 16 минуту као и Дмитри Полоз у 60 минуту из једанаестерца док за Андрелехт голове су постигли Софиане Хани у 3 минуту као и Јури Тиелеманс у 52 минуту. У реваншу на стадиону Констант Ванден Сток било је 2:0 за екипу Ростова голове су постигли Кристијан Нобоа у 28 минуту и Садрар Азмун у 47 минуту. У петом двомечу играле су екипе Фенербахчеа и Монака у првом мечу на стадиону Шукру Сараџолу било је 2:1 за екипу Фенербахчеа голове је постигао за екипу Фенербахчеа Емануел Еменике у 39 и 61 минуту, а једини гол за екипу Монака постигао је Радамел Фалкао у 42 минуту. У реваншу било је 3:1 за екипу Монака голове су постигли на стадиону Луј II за домаћу екипу дали су Валер Жермен у 2 и 65 минуту као и Радамел Фалкао у 18 минуту из једанаестерца, а једини гол за екипу Фенербахчеа постигао је Емануел Еменике у 53 минуту.
| Тим #1            | рез.           | Тим #2           | прва утакмица | друга утакмица |        |
| Прваци            | Прваци         | Прваци           | Прваци        | Прваци         | Прваци |
| ----------------- | -------------- | ---------------- | ------------- | -------------- | ------ |
| Розенборг         | 2:4            | АПОЕЛ            | 2:1           | 0:3            |        |
| Динамо Загреб     | 3:0            | Динамо Тбилиси   | 2:0           | 1:0            |        |
| Олимпијакос       | 0:1            | Хапоел Биршеба   | 0:0           | 0:1            |        |
| Астана            | 2:3            | Селтик           | 1:1           | 1:2            |        |
| Тренчин           | 0:1            | Легија           | 0:1           | 0:0            |        |
| Викторија Плзен   | 1:1(пгг)       | Карабаг          | 0:0           | 1:1            |        |
| Астра Ђурђу       | 1:4            | Копенхаген       | 1:1           | 0:3            |        |
| БАТЕ Борисов      | 1:3            | Дандолк          | 1:0           | 0:3            |        |
| Лудогорец Разград | 6:4            | Црвена звезда    | 2:2           | 4:2 (пп)       |        |
| Скендербег Корча  | 0:3            | Ред бул Салцбург | 0:1           | 0:2            |        |
| Остали            |                |                  |               |                |        |
| Ајакс             | 3:2            | ПАОК             | 1:1           | 2:1            |        |
| Спарта Праг       | 1:3            | Стеауа Букурешт  | 1:1           | 0:2            |        |
| Шахтјор Доњецк    | 2:2 (2:4 пен.) | Јанг бојс        | 2:0           | 0:2 (пп)       |        |
| Ростов            | 4:2            | Андерлехт        | 2:2           | 2:0            |        |
| Фенербахче        | 2:4            | Монако           | 2:1           | 1:3            |        |

### Плеј-оф
Коло плеј-офа је подељено у два одвојена дела: један за националне прваке и један за остале. Поражене екипе у оба дела настављају са такмичењем у такмичењу по групама Лиге Европе 2016/17.
Жреб је одржан 5. августа 2016. године. Прве утакмице су игране 16. и 17. августа, а реванш мечеви 23. и 24. августа 2016. године.
У првом двомечу у стази шампиона играле су екипе Лудогореца и Викторије Плзењ у првом мечу у Бугарској резултат је био 2:0 за домаћу екипу голове су постигли Козмин Моци у 51 минуту из једанаестерца и Виргил Мсђијан у 64 минуту, а у реваншу у Плзењу било је 2:2 голове за домаћу екипу Михаел Дуриш у 7 минуту и Алеш Матешу у 64 минуту, за госте голове су дали Виргил Мсиђајан у 17 минуту као и Клаудио Кешеру у 95 минуту утакмице. У другом двомечу играле су екипе Селтика и Хапоел Бер Шеве у првом мечу на стадиону Селтик парк било је 5:2 за екипу Селтика голове су постигли Ли Грифитс у 39 и 45 минуту као и Том Рогић у 9 минуту као и Муса Дембеле у 73 минуту и Скот Браун у 85 минуту, а за гостујући тим голове су постигли Лусио Маранхао у 55 минуту и Маор Меликсон у 57 минуту. У реваншу у Бер Шеви било је 2:0 за домаћу екипу голове су постигли Бен Сахар у 21 минуту као и Овдиу Хобан у 48 минуту.

У трећем двомечу су играле екипе Копенхагена и Апоела у првом мечу на стадиону Паркен било је 1:0 за екипу Копенахгена једини гол је постигао Андрија Павловић у 43 минуту. У реваншу на стадиону ГСП било је 1:1 повео је Апоел голом Пиероса Сотироуа у 69 минуту, а изједначење је донео Фредерико Сантандер у 86 минуту. У четвртом двомечу играле су екипе Дандолка и Легије у првом мечу у Ирској резултат је био 2:0 за екипу Легије голове су постигли Немања Николић у 56 минуту из једанаестерца, а коначан резултат је поставио Александар Пријовић у 94 минуту утакмице. У реваншу у Варшави било је 1:1 повео је Дандолк голом Роби Бенсона у 19 минуту, а изједначио је Михаил Кучарик голом у 92 минуту. У петом двомечу играле су екипе Динамо Загреба и Ред Бул Салцбурга у првом мечу на Максимиру било је 1:1 повео је Салцбург голом Валентино Лазара у 59 минуту, а изједначио је Марко Рог у 76 минуту једанаестерца. У реваншу на Ред Бул Арени било је 2:1 после продужетка за екипу Динамо Загреба повео је домаћин голом Валентино Лазара у 22 минуту, изједначио је Динамо Загреб у 87 минуту голом Жуниор Фернандеша, а победу и пролазак донео је голом Ел Араби Судани у 95 минуту. У првом двомечу стазе не шампиона(остали) играле су екипе Стеауе Букурешт и Манчестер Ситија први меч на Националном стадиону у Букурешту било је 5:0 за екипу Манчестер Ситија голове су постигли Серхио Агверо у 41,78 и 89 минуту те Давид Силва у 13 минуту и Нолито у 49 минуту. У реваншу на Градском стадиону у Манчестеру било је 1:0 за домаћу екипу једини гол је постигао Фабијан Делф у 56 минуту утакмице. У другом двомечу играле су екипе Порта и Роме у првом мечу на стадиону Драгао било је 1:1 повела је Рома аутоголом Фелипеа у 21 минуту, а изједначење је донео Андре Силва у 61 минуту из једанаестерца. У реваншу на стадиону Олимпико било је 3:0 за екипу Порта голове су постигли Фелипе у 8 минуту затим Мигел Лајун у 73 минуту и Хесус Корона у 75 минуту утакмице. У трећем двомечу играле су екипе Ајакса и Ростова у првом мечу на Амстердам арени било је 1:1 повео је Ростов голом Кристијана Нобое у 13 минуту, а изједначење је донео Дејви Класен из једанаестерца у 38 минуту. У реваншу у Ростову резултат је био 4:1 за екипу Ростова повео је домаћин голом Сардар Азмуна у 34 минуту на 2:0 повисио је Александар Ерохин у 52 минуту трећи гол је постигао Криситијан Нобоа у 60 минуту, а четврти гол за домаћина дао је Дмитри Полоз у 66 минуту, коначан резултат је поставио је Дејви Класен у 84 минуту из једанаестерца. У четвртом двомечу играле су екипе Јанг бојса и Борусије Менхенгладбах у првом мечу на Стадион Швајцарска био је резултат 3:1 за екипу Борусије Менхегладбах голове су постигли Рафаел у 11 минуту затим Андре Хан у 67 минуту као и Алан Рошат аутогол у 69 минуту утакмице, док једини гол за екипу Јанг Бојса постигао је Миралем Сулејмани у 56 минуту утакмице. У реваншу на стадиону Борусија парк резултат је био 6:1 за екипу Борусије Менхегладбах голове су постигли Торган Азар у 9.64.84 минуту као и Рафаел 33.40.77 минут утакмице док једини гол за госте дао је Јорик Равет у 79 минуту утакмице. У петом двомечу играле су екипе Виљареала и Монака у првом мечу на стадиону Ел Мадригал резултат је био 2:1 за екипу Монака, а голове су постигли Фабињо у 3 минуту из једанаестерца као и Бернардо Силва у 72 минуту утакмице, док једини гол за Виљареал дао је Алешандре Пато у 36 минуту. У реваншу на стадиону Луј II резултат је био 1:0 за екипу Монака једини гол постигао је Фабињо у 91 минуту из једанаестерца.
| Тим #1            | рез.   | Тим #2                 | прва утакмица | друга утакмица |        |
| Прваци            | Прваци | Прваци                 | Прваци        | Прваци         | Прваци |
| ----------------- | ------ | ---------------------- | ------------- | -------------- | ------ |
| Лудогорец Разград | 4:2    | Викторија Плзен        | 2:0           | 2:2            |        |
| Селтик            | 5:4    | Хапоел Биршеба         | 5:2           | 0:2            |        |
| Копенхаген        | 2:1    | АПОЕЛ                  | 1:0           | 1:1            |        |
| Дандолк           | 1:3    | Легија Варшава         | 0:2           | 1:1            |        |
| Динамо Загреб     | 3:2    | Ред бул Салцбург       | 1:1           | 2:1 (пр)       |        |
| Остали            |        |                        |               |                |        |
| Стеауа Букурешт   | 0:6    | Манчестер сити         | 0:5           | 0:1            |        |
| Порто             | 4:1    | Рома                   | 1:1           | 3:0            |        |
| Ајакс             | 2:5    | Ростов                 | 1:1           | 1:4            |        |
| Јанг бојс         | 2:9    | Борусија Менхенгладбах | 1:3           | 1:6            |        |
| Виљареал          | 1:3    | Монако                 | 1:2           | 0:1            |        |

## Групна фаза

### Група А
У првој утакмици првог кола играле су екипе Пари Сен Жермена и Арсенала на Парку принчева било је 1:1 повео је Арсенал голом Единсон Каванија у 1 минуту, а изједначио је Алексис Санчез у 78 минуту утакмице. У другој утакмици играле су екипе Базела и Лудогореца на стадиону Сент Јакоб Парк резултат је био 1:1 повео је Лудогорец голом Џонатана Кафуа у 45 минуту, а изједначење је донео Ренато Штефен у 79 минуту. У првој утакмици другог кола играле су екипе Арсенала и Базела на стадиону Емирејтс резултат је био 2:0 за екипу Арсенала. Повео је Арсенал голом Тио Волкота у 7 минуту, а исти играч је у 26 минуту постигао и други погодак на мечу. У другој утакмици играле су екипе Лудогореца и Пари Сен Жермена на стадиону Лудогорец арена био је резултат 3:1 за екипу Пари Сен Жермена повео је Лудогорец голом Натанела у 16 минуту из слободног ударца , изједначење је донео Блез Матуиди у 41 минуту, вођство је донео Едисон Кавани у 56 минуту, а исти играч је поставио коначан резултат у 60 минуту утакмице. У првој утакмици трећег кола играле су екипе Арсенала и Лудогореца на стадиону Емирејтс резултат је био 6:0 за екипу Арсенала голове су постигли Месут Озил у 56.83.87 минуту као и Алексис Санчез у 13 минуту, Тио Волкот у 42 минуту и Окслејн Чемберлен у 47 минуту утакмице. У другом мечу играле су екипе Пари Сен Жермена и Базела на Парку Принчева резултат је био 3:0 за Пари Сен Жермена голове су постигли Анхел Ди Марија у 40 минуту, Лукас Мора у 62 минуту, Едисон Кавани у 92 минуту из једанаестерца. У четвртом колу играле су екипе Базела и Пари Сен Жермена на стадиону Сент Јакоб Парк, а резултат је био 2:1 за екипу Пари Сен Жермена повео је гост голом Блез Матуидија у 43 минуту, изједначио је Лука Зуфи у 76 минуту, а победу је донео Томас Меуние у 90 минуту утакмице. У другом мечу играле су екипе Лудогореца и Арсенала на стадиону Лудогорец арена резултат је био 3:2 за екипу Арсенала голове су постигли за екипу Арсенала Гранит Џака у 20 минуту, Оливије Жиру у 42 минуту, а одлучујући гол на утакмици постигао је Месут Озил у 88 минуту утакмице, голове за Лудогорец постигли су Џонатан Кафу у 12 минуту као и Клаудио Кешеру у 15 минуту утакмице. У петом колу у првом мечу играле су екипе Арсенала и Пари Сен Жермена на стадиону Емирејтс резултат је био 2:2 голове су постигли за екипу Арсенала Оливије Жиру у 45 минуту из једанаестерца и аутогол Марка Вератија у 60 минуту, а за екипу Пари Сен Жермена голове су постигли Единсон Кавани у 18 минуту утакмице и аутогол Алекса Ивобија у 77 минуту утакмице. У другом мечу играле су екипе Лудогореца и Базела на стадиону Лудогорец арена резултат је био 0:0. У првом мечу шестог кола играле су екипе Пари Сен Жермена и Лудогореца на Парку принчева резултат је био 2:2 голове су постигли за екипу Пари Сен Жермена Единсон Кавани у 61 минуту и Анхел Ди Марија у 92 минуту утакмице, док за екипу Лудогореца голове су постигли Виргил Мсђијан у 15 минуту као и Вандерсон у 69 минуту утакмице. У другом мечу играле су екипе Базела и Арсенала на Сент Јакоб Парку резултат је био 4:1 за екипу Арсенала голове су постигли за екипу Арсенала Лукас Перез у 8.16.47 минуту као и Алекс Ивоби у 53 минуту, а једини гол за екипу Базела постигао је Сејду Думбија у 78 минуту утакмице.  
|                   | АРС | БАЗ | ЛУД | ПСЖ |
| ----------------- | --- | --- | --- | --- |
| Арсенал           | –   | 2:0 | 6:0 | 2:2 |
| Базел             | 1:4 | –   | 1:1 | 1:2 |
| Лудогорец Разград | 2:3 | 0:0 | –   | 1:3 |
| Пари Сен Жермен   | 1:1 | 3:0 | 2:2 | –   |

| Табела               | ИГ | Д | Н | И | ГД | ГП | ГР  | Бод. |
| -------------------- | -- | - | - | - | -- | -- | --- | ---- |
| 1. Арсенал           | 6  | 4 | 2 | 0 | 18 | 6  | +12 | 14   |
| 2. Пари Сен Жермен   | 6  | 3 | 3 | 0 | 13 | 7  | +6  | 12   |
| 3. Лудогорец Разград | 6  | 0 | 3 | 3 | 6  | 15 | -9  | 3    |
| 4. Базел             | 6  | 0 | 2 | 4 | 3  | 12 | -9  | 2    |

### Група Б
У првом мечу првог кола играле су екипе Динамо Кијева и Наполија на Олимпијски стадион у Кијеву резултат је био 2:1 за екипу Наполија голове је постигао за екипу Наполија Аркадјуш Милик у 36 и 45 минуту утакмице док гол за екипу Динамо Кијева постигао је Денис Гармаш у 26 минуту утакмице. У другом мечу играле су екипе Бенфике и Бешикташа на стадиону Стадиону светлости резултат је био 1:1 повела је Бенфика голом Франка Сервија у 12 минуту утакмице, а изједначење донео Талиска у 93 минуту утакмице. У првом мечу другог кола играле су екипе Бешикташа и Динамо Кијева на Водафон Арени резултат је био 1:1 повео је Бешикташ голом Рикардо Кварежме у 29 минуту утакмице, а изједначење је донео Виктор Цингаков голом у 65 минуту утакмице. У другом мечу играле су екипе Наполија и Бенфике на стадиону Сан Паоло резултат је био 4:2 за екипу Наполија голове су постигли Дрис Мертенс у 54 и 58 минуту утакмице као и Марек Хамшик у 20 минуту и Аркадјуш Милик у 54 минуту из једанаестерца, док за екипу Бенфике голове су постигли Гонзало Гуедес у 70 минуту и Едуардо Салвио у 86 минуту утакмице.
У првом мечу трећег кола играле су екипе Динамо Кијева и Бенфике на Олимпијском стадиону у Кијеву резултат је био 2:0 за екипу Бенфике голове су постигли Едуардо Салвио у 9 минуту из једанаестерца и Франко Серви у 55 минуту. У другом мечу играле су екипе Наполија и Бешикташа на стадиону Сан Паоло резултат је био 3:2 за екипу Бешикташа голове су постигли за екипу Наполија Дрис Мертенс у 30 минуту као и Маноло Габијадини у 69 минуту из једанаестерца, док за екипу Бешикташа голове су постигли Адриано у 12 минуту и Винсент Абубакар у 38 и 86 минуту утакмице. У четвртом колу првом мечу играле су екипе Бенфике и Динамо Кијева на стадиону Стадиону светлости резултат је био 1:0 за екипу Бенфике једини гол је постигао Едуардо Салвио у 45 минуту из једанаестерца. У другом мечу играле су екипе Бешикташа и Наполија на Водафон Арени резултат је био 1:1 повео је Бешикташ голом Рикарда Кварежме у 79 минуту из једанаестерца, а изједначење је донео Марек Хамшик у 82 минуту. У петом колу у првом мечу играле су екипе Наполија и Динамо Кијева на стадиону Сан Паоло резултат уткамице је био 0:0. У другом мечу играле су екипе Бешикташа и Бенфике на Водафон Арени резултат је био 3:3 голове за екипу Бешикташа постигли су Ченк Тосун у 58 минуту као и Рикардо Кварежма у 83 из једанаестерца и Винсент Абубакар у 89 минуту, за екипу Бенфике голове су постигли Гонзало Гуедес у 10 минуту, Нелсон Семедо у 25 минуту и Љубомир Фејса у 31 минуту утакмице. У првом мечу шестог кола играле су екипе Динамо Кијева и Бешикташа на Олимпијском стадион у Кијеву а резултат је био 6:0 за екипу Динамо Кијева голове су постигли Артем Беседин у 9 минуту на 2:0 је повисио Андреј Јармоленко у 30 минуту из једанаестерца, трећи гол постигао је Виталиј Бујлкаски у 32 минуту као и Дерлис Гонзалез у трећем минуту надокнаде првог полувремена, пети гол постигао је Серхи Сидорчук у 60 минуту, а коначан резултат је постигао Жуниор Мораеш у 77 минуту.
У другом мечу Бенфике и Наполија на Стадиону светлости резултат је био 2:1 за екипу Наполија голове су постигли за екипу Наполија Хосе Каљехон у 60 минуту као и Дрис Мертенс у 79 минуту утакмице док једини гол за Бенфику постигао је Раул Хименез у 87 минуту.
|              | БЕН | БЕШ | ДИК | НАП |
| ------------ | --- | --- | --- | --- |
| Бенфика      | –   | 1:0 | 1:1 | 1:2 |
| Бешикташ     | 3:3 | –   | 1:1 | 1:1 |
| Динамо Кијев | 0:2 | 6:0 | –   | 1:2 |
| Наполи       | 4:2 | 2:3 | 0:0 | –   |

| Табела          | ИГ | Д | Н | И | ГД | ГП | ГР | Бод. |
| --------------- | -- | - | - | - | -- | -- | -- | ---- |
| 1. Наполи       | 6  | 3 | 2 | 1 | 11 | 8  | +3 | 11   |
| 2. Бенфика      | 6  | 2 | 2 | 2 | 10 | 10 | 0  | 8    |
| 3. Бешикташ     | 6  | 1 | 4 | 1 | 9  | 14 | -5 | 7    |
| 4. Динамо Кијев | 6  | 1 | 2 | 3 | 8  | 6  | +2 | 5    |

### Група Ц
У првом мечу првог кола играле су екипе Барселоне и Селтика на стадиону Камп ноу резултат је био 7:0 за екипу Барселоне голове су постигли Лионел Меси у 3.27.60 минуту утакмице, те Луис Суарез у 75,88 минуту и Нејмар у 50 и Андрес Инијеста у 59 минуту. У другом мечу играле су екипе Манчестер Ситија и Борусије Менхенгладбах на Градском стадиону у Манчестеру резултат је био 4:0 за екипу Манчестер Ситија голове су постигли Серхио Агверо у 9,28 и 77 минуту док је коначан резултат поставио Келечи Ихеначо у 91 минуту утакмице. У првој утакмици другог кола играле су екипе Борусије Менхенгладбах и Барселоне на Борусија парку резултат је био 2:1 за екипу Барселоне голове су постигли за екипу Барселоне Арда Туран у 65 минуту и Жерард Пике у 74 минуту док једини погодак за екипу Борусије Менхенгладбах постигао је Торган Азар у 34 минуту утакмице. У другој утакмици играле су екипе Селтика и Манчестер Ситија на стадиону Селтик парк резултат је био 3:3 голове за екипу Селтика постигли су Муса Демебеле 3 и 47 минуту утакмице као и аутогол Рахим Стерлинга у 20 минуту утакмице, док за екипу Манчестер Ситија голове су постигли Фернандињо у 12 минуту те Рахим Стерлинг у 28 минуту и Нолито у 55 минуту утакмице. У првом мечу трећег кола играле су екипе Барселоне и Манчестер Ситија на стадиону Камп ноу голови су постигли Лионел Меси у 17,61 и 69 минуту утакмице, а коначан резултат поставио је Нејмар у 89 минуту утакмице. У другом мечу играле су екипе Селтика и Борусије Менхенгладбах на стадиону Селтик парк резултат је био 2:0 за екипу Борусије Менхенгладбах голове су постигли Ларс Штиндл у 57 минуту, и Андре Хан у 77 минуту утакмице.
У првом мечу четвртог кола играле су екипе Манчестер Ситија и Барселоне на Градском стадиону у Манчестеру резултат је био 3:1 за екипу Манчестер Ситија су постигли Илкај Гундогана у 39 и 74 минуту и Кевин Де Бројне у 51 минуту, а једини погодак за екипу Барселоне Лионел Меси у 21 минуту утакмице. У другом мечу играле су екипе Борусије Менхенгладбах и Селтика дуел на Борусија парку завршен резултатом 1:1 повела је Борусија Менхенгладбах голом Ларс Штиндла у 32 минуту утакмице, а изједначио је Муса Дембеле у 76 минуту из једанаестерца. У првом мечу петог кола играле су екипе Селтика и Барселоне на стадиону Селтик парк резултат је на крају био 2:0 за екипу Барселоне а голове је постигао Лионел Меси у 24 и 56 минуту из једанаестерца. У другом мечу играле су екипе Борусије Менхенгладбах и Манчестер Ситија на Борусија парку а крајњи резултат гласио је 1:1 повела је Борусије Менхенгладбах голом Рафаела у 23 минуту утакмице, а изједначење донео је Давид Силва у 45 минуту утакмице. У првом мечу шестог кола играле су екипе Барселоне и Борусије Менхенгладбах на стадиону Камп ноу, а крајњи резултат је био 4:0 за екипу Барселоне голове су постигли Лионел Меси у 16 минуту као и Арда Туран у 50,53 и 67 минуту утакмице. У другом мечу играле су екипе Манчестер Ситија и Селтика на Градском стадиону у Манчестеру а крајњи резултат је био 1:1 повео је Селтик голом Патрика Робертса у 4 минуту, а изједначио је Келечи Ихеначо у 8 минуту утакмице.
|                        | БАР | БОМ | МАН | СЕЛ |
| ---------------------- | --- | --- | --- | --- |
| Барселона              | –   | 4:0 | 4:0 | 7:0 |
| Борусија Менхенгладбах | 1:2 | –   | 1:1 | 1:1 |
| Манчестер сити         | 3:1 | 4:0 | –   | 1:1 |
| Селтик                 | 0:2 | 0:2 | 3:3 | –   |

| Табела                    | ИГ | Д | Н | И | ГД | ГП | ГР  | Бод. |
| ------------------------- | -- | - | - | - | -- | -- | --- | ---- |
| 1. Барселона              | 6  | 5 | 0 | 1 | 20 | 4  | +16 | 15   |
| 2. Манчестер сити         | 6  | 2 | 3 | 1 | 12 | 10 | +2  | 9    |
| 3. Борусија Менхенгладбах | 6  | 1 | 2 | 3 | 5  | 12 | -7  | 5    |
| 4. Селтик                 | 6  | 0 | 3 | 3 | 5  | 16 | -11 | 3    |

### Група Д
У првом мечу првог кола играле су екипе ПСВ Ајндховена и Атлетико Мадрида на Филипс стадиону а резултат крајњи био је 1:0 за екипу Атлетико Мадрида једини гол постигао је Саул Њигуез у 43 минуту утакмице. У другом мечу играле су екипе Бајерн Минхена и Ростова на Алијанц арени резултат је био 5:0 за екипу Бајерн Минхена голове су постигли Роберт Левандовски у 28 минуту из једанаестерца затим Томас Милер у 45 минуту, Џошуа Кимих у 53 и 60 минуту, а коначан резултат поставио је Хуан Бернњат у 90 минуту утакмице. У првом мечу друго кола играле су екипе Атлетико Мадрида и Бајерн Минхена на стадиону Висенте Калдерон резултат је био 1:0 за екипу Атлетико Мадрида, а једини погодак је постигао Јаник Фереира Караско у 35 минуту утакмице. У другом мечу између Ростова и ПСВ Ајндховена на стадиону Олимп 2 резултат крајњи је био 2:2 голове је постигао за екипу Ростова Дмитри Полоз 8 и 37 минуту утакмице, а за екипу ПСВ Ајндховена голове су постигли Дејви Пропер у 14 минуту и Лук Де Јонг у 45 минуту. У првом мечу трећег кола играле су екипе Бајерн Минхена и ПСВ Ајндховена на Алијанц арени а резултат је гласио крајњи 4:1 за екипу Бајерн Минхена голове су постигли за екипу Бајерн Минхена Томас Милер у 13 минуту, Џошуа Кимих у 21 минуту, Роберт Левандовски у 59 минуту и Арјен Робен у 84 минуту утакмице, док једини погодак за екипу ПСВ Ајндховена Лусијано Насринг у 41 минуту утакмице. У другом мечу играле су екипе Ростова и Атлетико Мадрида на стадиону Олимп 2 резултат крајњи је био 1:0 за екипу Атлетико Мадрида једини погодак је постигао Јаник Фереира Караско у 62 минуту. У првом мечу четвртог кола играле су екипе ПСВ Ајндховена и Бајерн Минхена на Филипс стадиону коначан резултат је био 2:1 за екипу Бајерн Минхена, а голове је постигао за екипу Бајерн Минхена Роберт Левандовски у 34 минуту једанаестерца и 74 минуту, док једини гол за ПСВ Ајндховен постигао је Сантијаго Аријас у 14 минуту утакмице. У другом мечу играле су екипе Атлетико Мадрида и Ростова на стадиону Висенте Калдерон коначан резултат је био 2:1 за екипу Атлетико Мадрида, а голове је постигао за екипу Атлетико Мадрида Антоан Гризман у 28 и 93 минуту утакмице док за екипу Ростова једини погодак постигао Садрар Азмун у 30 минуту утакмице. У првом мечу петог кола играле су екипе Атлетико Мадрида и ПСВ Ајндховена на стадиону Висенте Калдерон резултат је гласио 2:0 за екипу Атлетико Мадрида голове су постигли Кевин Гамеиро у 55 минуту и Антоан Гризман у 66 минуту утакмице. У другом мечу резултат је био Ростова и Бајерн Минхена на стадиону Олимп 2 резултат је гласио крајњи 3:2 за екипу Ростова голове су постигли за екипу Ростова Садрар Азмун у 44 минуту, Дмитри Полоз у 50 минуту из једанаестерца као и Кристијан Нобоа у 67 минуту, док за Бајерн Минхен голове су постигли Даглас Кошта у 35 минуту и Хуан Бернњат у 52 минуту. У првом мечу шестог кола играле су екипе Бајерн Минхена и Атлетико Мадрида на Алијанц арени резултат је био 1:0 за екипу Бајерн Минхена једини гол је постигао Роберт Левандовски у 28 минуту утакмице. У другој утакмици играле су екипе ПСВ Ајндховена и Ростова на Филипс стадиону а резултат је био 0:0.
|                 | АТЛ | БАМ | ПСВ | РОС |
| --------------- | --- | --- | --- | --- |
| Атлетико Мадрид | –   | 1:0 | 2:0 | 2:1 |
| Бајерн Минхен   | 1:0 | –   | 4:1 | 5:0 |
| ПСВ Ајндховен   | 0:1 | 1:2 | –   | 0:0 |
| Ростов          | 0:1 | 3:2 | 2:2 | –   |

| Табела             | ИГ | Д | Н | И | ГД | ГП | ГР | Бод. |
| ------------------ | -- | - | - | - | -- | -- | -- | ---- |
| 1. Атлетико Мадрид | 6  | 5 | 0 | 1 | 7  | 2  | +5 | 15   |
| 2. Бајерн Минхен   | 6  | 4 | 0 | 2 | 14 | 6  | +8 | 12   |
| 3. Ростов          | 6  | 1 | 2 | 3 | 6  | 12 | -6 | 5    |
| 4. ПСВ Ајндховен   | 6  | 0 | 2 | 4 | 4  | 11 | -7 | 2    |

### Група Е
У првом мечу првог кола играле су екипе Тотенхема и Монака на стадиону Вембли резултат је гласио 2:1 за екипу Монака голове су постигли за екипу Монака постигли су Бернардо Силва у 15 минуту као и Томас Лемар у 31 минуту, док једини погодак за екипу Тотенхема постигао је Тоби Алдервајрелд у 45 минуту. У другом мечу Бајер Леверкузена и ЦСКА Москве на стадиону Бај арена резултат је био 2:2 голове су постигли за екипу Бајер Леверкузена Адмир Мехмеди у 9 минуту и Хакан Чаханоглу у 15 минуту утакмице док за екипу ЦСКА Москве голове су постигли Алан Дзагојев у 36 минуту утакмице и Роман Еременко у 38 минуту. У првом мечу другог кола играле су екипе Монака и Бајер Леверкузена на стадиону Луј II, а крајњи резултат је био 1:1 повео Бајер Леверкузен голом Хавијер Ернандез у 74 минуту, а изједначење је донео Камил Глик у 94 минуту утакмице. У другом мечу играле су екипе ЦСКА Москве и Тотенхема на стадиону Арена ЦСКА резултат је био 1:0 за екипу Тотенхема једини гол је постигао Сон Хеунг-мин у 71 минуту утакмице. У првом мечу трећег кола играле су екипе ЦСКА Москве и Монака резултат је био 1:1 на стадиону Арена ЦСКА, повела је екипа ЦСКА Москве голом Ласина Траореа у 34 минуту, а изједначење донео је Бернардо Силва у 87 минуту. У другом мечу играле су екипе Бајер Леверкузена и Тотенхема на стадиону Бај арена резултат је био 0:0. У првом мечу четвртог кола играле су екипе Монака и ЦСКА Москве на стадиону Луј II резултат је био 3:0 за екипу Монака голове су постигли Валер Жермен у 13 минуту и Радамел Фалкао у 29 и 41 минуту утакмице. У другом мечу играле су екипе Тотенхема и Бајер Леверкузена на стадиону Вембли а крајњи резултат је био 1:0 за екипу Бајер Леверкузена једини гол је постигао Кевин Кампл у 65 минуту утакмице. У првом мечу петог кола играле су екипе Монака и Тотенхема на стадиону Луј II резултат је био 2:1 за екипу Монака голове су постигли за екипу Монака Ђибрил Сидибе у 48 минуту и Томас Лемар у 53 минуту док је за екипу Тотенхема једини погодак постигао Хари Кејн у 52 минуту утакмице. У другом мечу играле су екипе ЦСКА Москве и Бајер Леверкузена на стадиону Арена ЦСКА резултат је био 1:1 повео је Бајер Леверкузен голом Кевина Фоланда у 16 минуту, а изједначење је донео Бибрас Натхо у 76 минуту из једанаестерца. У првом мечу шестог кола играле су екипе Тотенхема и ЦСКА Москве на стадиону Вембли, резултат је био 3:1 за екипу Тотенхема повела је екипа ЦСКА Москве голом Алан Дзагојева у 33 минуту утакмице, изједначење је донео Дели Али у 38 минуту предност екипи Тотенхема донео је Хари Кејн у 45 минуту, а коначан резултат поставио је аутоголом Игор Акинфејев у 77 минуту утакмице. У другом мечу играле су екипе Бајер Леверкузена и Монака на стадиону Бај арена резултат је био 3:0 за екипу Бајер Леверкузена голове су постигли Владлен Јурченко у 30 минуту, Јулијан Брант у 48 минуту као и аутогол Морган Де Сантис у 82 минуту утакмице.
|                  | БАЛ | МОН | ТОТ | ЦСК |
| ---------------- | --- | --- | --- | --- |
| Бајер Леверкузен | –   | 3:0 | 0:0 | 2:2 |
| Монако           | 1:1 | –   | 2:1 | 3:0 |
| Тотенхем хотспер | 0:1 | 1:2 | –   | 3:1 |
| ЦСКА Москва      | 1:1 | 1:1 | 0:1 | –   |

| Табела              | ИГ | Д | Н | И | ГД | ГП | ГР | Бод. |
| ------------------- | -- | - | - | - | -- | -- | -- | ---- |
| 1. Монако           | 6  | 3 | 2 | 1 | 9  | 7  | +2 | 11   |
| 2. Бајер Леверкузен | 6  | 2 | 4 | 0 | 8  | 4  | +4 | 10   |
| 3. Тотенхем хотспер | 6  | 2 | 1 | 3 | 6  | 6  | 0  | 7    |
| 4. ЦСКА Москва      | 6  | 0 | 3 | 3 | 5  | 11 | -6 | 3    |

### Група Ф
У првом мечу првог кола играле су екипе Легије и Борусије Дортмунд на Стадиону пољске армије резултат је био 6:0 за екипу Борусије Дортмунд повела је Борусија Дортмунд голом Марио Гецеа у 7 минуту, на 2:0 повисио је Сократис Папастатопулос у 15 минуту на 3:0 повисио је Марк Бартра у 17 минуту на 4:0 повисио је Рафаел Гереиро у 51 минуту, пети гол постигао је Гонзало Кастро у 76 минуту, а коначан резултат поставио је Пјер Емерик Обамејанга у 87 минуту утакмице. У другом мечу играле су екипе Реал Мадрида и Спортинг Лисабона на стадиону Сантијаго Бернабеу резултат је био 2:1 за екипу Реал Мадрида, повео је Спортинг Лисабон голом Бруно Цезара у 48 минуту, изједначење је донео Кристијано Роналдо у 90 минуту, а победу је донео Алваро Мората у 94 минуту утакмице. У првом мечу другог кола играле су екипе Борусије Дортмунд и Реал Мадрида на стадиону Сигнал Идуна парк резултат је био 2:2 повео је Реал Мадрид голом Кристијано Роналда у 17 минуту, изједначење је донео Пјер Емерик Обамејанг у 43 минуту, повео је Реал Мадрид голом Рафаела Варана у 68 минуту, а ново изједначење је донео Андре Ширле у 87 минуту утакмице. У другом мечу играле су екипе Спортинг Лисабона и Легије на стадиону Жозе Алваладе резултат је био 2:0 за екипу Спортинг Лисабона повео је Спортинг голом Брајана Руиза у 28 минуту утакмице, коначан резултат поставио је Бас Дост у 37 минуту. У првом мечу трећег кола играле су екипе Спортинг Лисабона и Борусије Дортмунд на стадиону Жозе Алваладе резултат је био 2:1 за екипу Борусије Дортмунд повела је Борусије Дортмунд голом Пјер Емерика Обамејанга у 9 минуту на 2:0 повисио је Јулијан Вајгл у 43 минуту, а коначан резултат је поставио Бруно Цезар у 67 минуту утакмице. У другом мечу играле су екипе Реал Мадрида и Легије на стадиону Сантијаго Бернабеу резултат је био 5:1 за екипу Реал Мадрида повео је Реал Мадрид голом Гарет Бејла у 16 минуту, на 2:0 повисио је аутоголом Томас Јодловец у 20 минуту, резултат је смањио Мирослав Радовић у 22 минуту из једанаестерца, на 3:1 повисио је Марко Асенсио 37 минуту, четврти гол постигао је Лукас Васкез у 68 минуту, а коначан резултат поставио је Алваро Мората у 84 минуту. У првом мечу четвртог кола играле су екипе Борусије Дортмунд и Спортинг Лисабона на стадиону Сигнал Идуна парк резултат је био 1:0 за екипу Борусије Дортмунд једини гол на утакмици постигао је Адријан Рамос у 12 минуту утакмице. У другом мечу играле су екипе Легије и Реал Мадрида на Стадиону пољске армије резултат је био 3:3 повео је Реал Мадрид голом Гарет Бејла у 1 минуту, на 2:0 повисио је Карим Бензема у 35 минуту, резултат је смањио Вадис Ођиђа у 40 минуту, изједначење је донео Мирослав Радовић у 58 минуту, вођство екипи Легије донео је Тибаулт Мулин у 83 минуту, а изједначење је донео Матео Ковачић у 85 минуту утакмице. У првом мечу петог кола играле су екипе Борусије Дортмунд и Легије на стадиону Сигнал Идуна парк резултат је био 8:4 за екипу Борусије Дортмунд повела је Легија голом Александар Пријовића у 10 минуту изједначење је донео Шинџи Кагава у 17 минуту, а у 18 минуту Шинџи Кагава донео је вођство Борусији Дортмунд, трећи гол постигао је Нури Шахин у 20 минуту, резултат је смањио Александар Пријовић у 24 минутуа на 3:2, на 4:2 повисио је Усман Дембеле у 29 минуту, а пети гол постигао је Марко Ројс у 32 минуту, а такође исти играч је постигао шести гол у 52 минуту, на 6:3 смањио је Михал Кучарик у 57 минуту, седми гол за екипу Борусије Дортмунд постигао је Феликс Паслак у 81 минуту, на 7:4 смањио је Немања Николић у 83 минуту, коначан резултат је поставио Јакуб Резиначек аутоголом у 92 минуту утакмице. У другом мечу играле су екипе Спортинг Лисабона и Реал Мадрида на стадиону Жозе Алваладе резултат је био 2:1 за екипу Реал Мадрида повео је Реал Мадрид голом Рафаел Варана у 29 минуту, изједначио је Адриен Силва у 80 минуту из једанаестерца, а вођство екипи Реал Мадрида поставио је Карим Бензема у 87 минуту утакмице. У првом мечу шестог кола играле су екипе Реал Мадрида и Борусије Дортмунд на стадиону Сантијаго Бернабеу резултат је био 2:2 повео је Реал Мадрид голом Карима Бенземе у 28 минуту, на 2:0 повисио Карим Бензема у 53 минуту, резултат је смањио Пјер Емерик Обамејанг у 60 минуту, а изједначење и коначан резултат донео је Марко Ројс у 88 минуту утакмице. У другом мечу играле су екипе Легије и Спортинг Лисабона на Стадиону пољске армије резултат је био 1:0 за екипу Легије, а једини гол је постигао Гиљерме у 30 минуту утакмице.
|                   | БОД | ЛЕГ | РМ  | СПО |
| ----------------- | --- | --- | --- | --- |
| Борусија Дортмунд | –   | 8:4 | 2:2 | 1:0 |
| Легија Варшава    | 0:6 | –   | 3:3 | 1:0 |
| Реал Мадрид       | 2:2 | 5:1 | –   | 2:1 |
| Спортинг Лисабон  | 1:2 | 2:0 | 1:2 | –   |

| Табела               | ИГ | Д | Н | И | ГД | ГП | ГР  | Бод. |
| -------------------- | -- | - | - | - | -- | -- | --- | ---- |
| 1. Борусија Дортмунд | 6  | 4 | 2 | 0 | 21 | 9  | +12 | 14   |
| 2. Реал Мадрид       | 6  | 3 | 3 | 0 | 16 | 10 | +6  | 12   |
| 3. Легија Варшава    | 6  | 1 | 1 | 4 | 9  | 24 | -15 | 4    |
| 4. Спортинг Лисабон  | 6  | 1 | 0 | 5 | 5  | 8  | -3  | 3    |

### Група Г
У првом мечу првог кола играле су екипе Клуб Брижа и Лестер Ситија на стадиону Јан Брејдел резултат је био 3:0 за екипу Лестер Ситија голове су постигли Марк Олбрајтон у 5 минуту утакмице, на 2:0 повисио је Ријад Марез у 29 минуту утакмице из једанаестерца, коначан резултат поставио је исти играч у 61 минуту утакмице. У другој утакмици су играле екипе Порта и Копенхагена на стадиону Драгао резултат је био 1:1 повела је екипа Порта голом Отавиа у 13 минуту, а изједначење је донео Андреас Корнелијус у 32 минуту утакмице. У првом мечу другог кола играле су екипе Лестер Ситија и Порта на Кинг Пауер стадиону резултат је био 1:0 за екипу Лестер Ситија једини погодак је постигао Ислам Слимани у 25 минуту утакмице. У другом мечу играле су екипе Копенхагена и Клуб Брижа на стадиону Паркен резултат је био 4:0 за екипу Копенхагена повела је екипа Копенхагена аутоголом Стефана Денсвила у 53 минуту, на 2:0 повисио је Томас Дилејни у 64 минуту, трећи гол је постигао Фредерико Сантандер у 69 минуту, а коначан резултат је постигао Матијас Јоргенсен у 91 минуту. У првом мечу трећег кола играле су екипе Клуб Брижа и Порта на стадиону Јан Брејдел резултат је био 2:1 за екипу Порта голове су постигли Мигел Лајун у 68 минуту утакмице и Андре Силва у 93 минуту, једини гол за екипу Клуб Брижа постигао је Јеле Восен у 12 минуту утакмице. У другом мечу играле су екипе Лестер Ситија и Копенхагена на Кинг Пауер стадиону а резултат је крајњи гласио 1:0 за екипу Лестер Ситија једини гол на мечу постигао је Ријад Марез у 40 минуту утакмице. У првом мечу четвртог кола играле су екипе играле су екипе Порта и Клуб Брижа на стадиону Драгао резултат је крајњи је био 1:0 за екипу Порта једини гол је постигао Андре Силва у 37 минуту утакмице. У другом мечу играле су екипе Копенхагена и Лестер Ситија на стадиону Паркен резултат је био 0:0. У првом мечу петог кола играле су екипе Лестер Ситија и Клуб Брижа на Кинг Пауер стадиону резултат је био 2:1 за екипу Лестер Ситија голове су постигли за екипу Лестер Ситија Шинџи Оказаки у 5 минуту, други гол је постигао Ријад Марез у 30 минуту из једанаестерца, а једини погодак за екипу Клуб Брижа постигао је Хосе Изгуиредо у 52 минуту. У другом мечу играле су екипе Копенхагена и Порта на стадиону Паркен резултат је био 0:0. У првом мечу шестог кола играле су екипе Порта и Лестер Ситија на стадиону Драгао резултат је био 5:0 за екипу Порта повео је Порто голом Андре Силве у 6 минуту на 2:0 повисио је Хесус Корона у 26 минуту утакмице, трећи гол је постигао Јасин Брахами у 44 минуту, четврти гол је дао Андре Силве у 64 минуту из једанаестерца, крајњи резултат је поставио Диого Жота у 77 минуту утакмице. У другом мечу играле су екипе Клуб Брижа и Копенхагена на стадиону Јан Брејдел резултат је био 2:0 за екипу Копенхагена голове су постигли Брендон Мехеле у 8 минуту аутогол, док коначан резултат је поставио Матијас Јоргенсен у 15 минуту.
|             | КБР | КОП | ЛЕС | ПОР |
| ----------- | --- | --- | --- | --- |
| Клуб Бриж   | –   | 0:2 | 0:3 | 1:2 |
| Копенхаген  | 4:0 | –   | 0:0 | 0:0 |
| Лестер сити | 2:1 | 1:0 | –   | 1:0 |
| Порто       | 1:0 | 1:1 | 5:0 | –   |

| Табела         | ИГ | Д | Н | И | ГД | ГП | ГР  | Бод. |
| -------------- | -- | - | - | - | -- | -- | --- | ---- |
| 1. Лестер сити | 6  | 4 | 1 | 1 | 7  | 6  | +1  | 13   |
| 2. Порто       | 6  | 3 | 2 | 1 | 9  | 3  | +6  | 11   |
| 3. Копенхаген  | 6  | 2 | 3 | 1 | 7  | 2  | +5  | 9    |
| 4. Клуб Бриж   | 6  | 0 | 0 | 6 | 2  | 14 | -12 | 0    |

### Група Х
У првом мечу првог кола играле су екипе Јувентуса и Севиље на Стадион Јувентус је био резултат 0:0. У другом мечу играле су екипе Олимпик Лиона и Динамо Загреба на стадиону Жерлан резултат је био 3:0 за екипу Олимпик Лиона голове су постигли Корент Толисо у 13 минуту, други гол постигао је Јордан Фери у 49 минуту, а коначан резултат је постигао Максвел Корне у 57 минуту утакмице. У првом мечу другог кола играле су екипе Динамо Загреба и Јувентуса на стадиону Максимир резултат је био 4:0 за екипу Јувентуса головима Миралема Пјанића у 24 минуту, други погодак је постигао Гонзало Игуаин у 31 минуту утакмице, на 3:0 повисио је Пауло Дибала у 57 минуту, а коначан резултат је поставио Дани Алвес у 86 минуту. У другом мечу играле су екипе Севиље и Олимпик Лиона на стадиону Рамон Санчез Писхуан резултат је био 1:0 за екипу Севиље једини гол постигао је Висам Бен Једер у 53 минуту утакмице. У првом мечу трећег кола играле су екипе Динамо Загреба и Севиље на стадиону Максимир резултат је био 1:0 за екипу Севиље, а једини гол је постигао Самир Насри у 37 минуту утакмице. У другој утакмици играле су екипе Олимпик Лиона и Јувентуса на стадиону Жерлан резултат је био 1:0 за екипу Јувентуса једини гол је постигао Хуан Гвардадо у 76 минуту. У првом мечу четвртог кола играле су екипе Севиље и Динамо Загреба на стадиону Рамон Санчез Писхуан, а резултат је био 4:0 за екипу Севиље голове су постигли Лусијано Вијето у 31 минуту, други гол је постигао Серхио Ескудеро у 66, трећи гол је постигао Стивен Н Зози у 80, а коначан резултат је поставио Висам Бен Једер у 87 минуту утакмице. У другом мечу играле су екипе Јувентуса и Олимпик Лиона на стадиону Стадион Јувентус, а резултат је био крајњи 1:1 повела је екипа Јувентуса голом Гонзало Игуаина у 13 минуту из једанаестерца, а изједначење је донео Корент Толисо у 65 минуту утакмице. У првом мечу петог кола играле су екипе Севиље и Јувентуса на стадиону Рамон Санчез Писхуан резултат је био 3:1 за екипу Јувентуса, повела је екипа Севиље голом Николаса Парехе у 9 минуту, изједначење је донео Клаудио Маркизио у 45 минуту из једанаестерца, вођство екипи Јувентуса донео је Леонардо Бонучи у 84 минуту, а коначан резултат је поставио Марио Манџукић у 94 минуту. У другом мечу играле су екипе Динамо Загреба и Олимпик Лиона на стадиону Максимир резултат је крајњи био 1:0 за екипу Олимпик Лиона, а једини гол је постигао Александар Лаказет у 72 минуту утакмице. У првом мечу шестог кола играле су екипе Јувентуса и Динамо Загреба на стадиону Стадион Јувентус резултат је био 2:0 за екипу Јувентуса голове су постигли Гонзало Игуаин у 52 минуту и Данијеле Ругани у 73 минуту утакмице. У другом мечу играле су екипе Олимпик Лиона и Севиље на стадиону Жерлан резултат је био 0:0.
|               | ДИЗ | ЈУВ | ОЛИ | СЕВ |
| ------------- | --- | --- | --- | --- |
| Динамо Загреб | –   | 0:4 | 0:1 | 0:1 |
| Јувентус      | 2:0 | –   | 1:1 | 0:0 |
| Олимпик Лион  | 3:0 | 0:1 | –   | 0:0 |
| Севиља        | 4:0 | 1:3 | 1:0 | –   |

| Табела           | ИГ | Д | Н | И | ГД | ГП | ГР  | Бод. |
| ---------------- | -- | - | - | - | -- | -- | --- | ---- |
| 1. Јувентус      | 6  | 4 | 2 | 0 | 11 | 2  | +9  | 14   |
| 2. Севиља        | 6  | 3 | 2 | 1 | 7  | 3  | +4  | 11   |
| 3. Олимпик Лион  | 6  | 2 | 2 | 2 | 5  | 3  | +2  | 8    |
| 4. Динамо Загреб | 6  | 0 | 0 | 6 | 0  | 15 | -15 | 0    |

## Осмина финала
Жреб је одржан 12. децембра 2016. године. Прве утакмице су игране 14, 15, 21. и 22. фебруара, а реванш мечеви 7, 8, 14. и 15. марта 2017. године. У првом двомечу играле су екипе Севиље и Лестер Ситија у првом мечу играном на стадиону Рамон Санчез Писхуан резултат је био 2:1 за екипу Севиље. Повела је екипа Севиље голом Пабло Сарабије у 25 минуту утакмице, на 2:0 повисио је Хоакин Кореа у 62 минуту, а коначан резултат је поставио Џејми Варди у 73 минуту. У реваншу на Кинг Пауер стадиону резултат је био 2:0 за екипу Лестер Ситија, а голове су постигли Вес Морган у 27 минуту и Марк Олбрајтон у 54 минуту, док је екипа Севиље промашила једанаестерац у 80 минуту. У другом двомечу играле су екипе Порта и Јувентуса у првом мечу играном на стадиону Драгао резултат је био 2:0 за екипу Јувентуса голове су постигли Марко Пјаца у 72 минуту и Дани Алвес у 74 минуту утакмице, те црвени картон је добио играч Порта Алекс Телеш у 27 минуту. У реваншу на Стадион Јувентус резултат је био 1:0 за екипу Јувентуса, једини гол на утакмици постигао је Пауло Дибала у 42 минуту из једанаестерца. У трећем двомечу играле су екипе Манчестер Ситија и Монака играном на Градском стадиону у Манчестеру резултат је крајњи био 5:3 за екипу Манчестер Ситија, повела је екипа Манчестер Ситија голом Рахима Стерлинга у 26 минуту, изједначење је донео Радамел Фалкао у 32 минуту, а вођство екипи Монака донео је Килијан Мбапе голом у 40 минуту, а ново изједначење је донео Серхио Агверо голом у 58 минуту да бих ново вођство екипи Монака донео Радамел Фалкао голом у 62 минуту, ново изједначење је донео Серхио Агверо голом у 71 минуту, а вођство екипи Манчестер Ситија донео је Џон Стоунс у 77 минуту, а коначан резултат поставио је Лероа Сане у 82 минуту утакмице. У реваншу на стадиону Луј II резултат је био 3:1 за екипу Монака која је прошла због голова у гостима више постигнути. Повела је екипа Монака голом Килијан Мбапеа у 8 минуту, на 2:0 повисио је Фабињо у 29 минуту, резултат је смањио на 2:1 Лероа Сане у 71 минуту, а коначан резултат је поставио Тијемуе Бакајоко голом у 77 минуту. У четвртом двомечу играле су екипе Бајер Леверкузена и Атлетико Мадрида први меч је игран на стадиону Бај арена резултат је био 4:2 за екипу Атлетико Мадрида повео је Атлетико Мадрид голом Саул Њигуеза голом у 17 минуту, на 2:0 повисио је Антоан Гризман голом у 25 минуту, резултат је смањио на 2:1 Карим Белараби у 48 минуту, трећи гол за екипу Атлетико Мадрида постигао је Кевин Гамеиро у 59 минуту из једанаестерца, на 3:2 је смањио аутоголом Стефан Савић у 68 минуту, а коначан резултат је поставио Фернандо Торес у 85 минуту утакмице. У реваншу на стадиону Висенте Калдерон резултат је био 0:0. У петом двомечу играле су екипе Реал Мадрида и Наполија први меч је игран на стадиону Сантијаго Бернабеу у првом мечу је добила екипа Реал Мадрида резултатом 3:1. Повела је екипа Наполија голом Лоренца Инсињеа у 8 минуту, изједначење донео Карим Бензема голом у 18 минуту, а вођство екипи Реал Мадрида донео је Тони Крос у 49 минуту, а коначан резултат је поставио Касемиро голом у 54 минуту. У реваншу на стадиону Сан Паоло резултат је био 3:1 за екипу Реал Мадрида повео је Наполи голом Дриса Мертенса у 24 минуту изједначење је донео Серхио Рамос голом у 52 минуту, а вођство Реал Мадриду донео је Дриса Мертенс аутоголом у 57 минуту, коначан резултат је поставио Алваро Мората голом у 91 минуту. У шестом двомечу играле су екипе Бајерн Минхена и Арсенала у првом мечу играном Алијанц арени резултат је био 5:1 за екипу Бајерн Минхена голове су постигли за екипу Бајерн Минхена Тијаго Алкантара у 56 и 63 минуту те стрелци још били Арјен Робен у 11 минуту, Роберт Левандовски у 53 минуту и Томас Милер у 88 минуту, док једини гол за екипу Арсенала постигао је Алексис Санчез у 30 минуту. У реваншу на стадиону Емирејтс резултат је био 5:1 за екипу Бајерн Минхена голове су постигли Тио Волкот у 20 минуту за екипу док за Бајерн Минхен голове су постигли Артуро Видал у 80,85 минуту те Роберт Левандовски у 55 минуту из једанаестерца, Арјен Робен у 68 минуту и Даглас Кошта у 78 минуту. У седмом двомечу играле су екипе Пари Сен Жермена и Барселоне у првом мечу на Парк принчева резултат је био 4:0 за екипу Пари Сен Жермена голове су постигли Анхел Ди Марија у 18 и 55 минуту, као и Јулијан Дракслер у 40 минуту и Единсон Кавани у 72 минуту. У реваншу на стадиону Камп ноу резултат је био 6:1 за екипу Барселоне повела је Барселона голом Луиса Суареза у 3 минуту, на 2:0 повисио је Лајин Курзава у 40 минуту аутоголом, трећи гол постигао је Лионел Меси у 50 минуту из једанаестерца, резултат на 3:1 смањио је Единсон Кавани голом у 62 минуту, да би Нејмар у 88 и 91 минуту из једанаестерца постигао четврти и пети гол за екипу Барселоне, а коначан резултат је поставио Серхи Роберто голом у 95 минуту утакмице. У осмом двомечу играле су екипе Бенфике и Борусије Дортмунд први меч игран на Стадиону светлости завршен је 1:0 за екипу Бенфике, а једини гол постигао је Константинос Митроглу у 48 минуту. У реваншу на стадиону Сигнал Идуна парк резултат је био 4:0 за екипу Борусије Дортмунд, а голове су постигли Пјер Емерик Обамејанг у 4,61 и 85 минуту и Кристијан Пулишић у 59 минуту.
| Тим #1           | рез.      | Тим #2            | прва утакмица | друга утакмица |
| ---------------- | --------- | ----------------- | ------------- | -------------- |
| Манчестер сити   | 6:6 (пгг) | Монако            | 5:3           | 1:3            |
| Реал Мадрид      | 6:2       | Наполи            | 3:1           | 3:1            |
| Бенфика          | 1:4       | Борусија Дортмунд | 1:0           | 0:4            |
| Бајерн Минхен    | 10:2      | Арсенал           | 5:1           | 5:1            |
| Порто            | 0:3       | Јувентус          | 0:2           | 0:1            |
| Бајер Леверкузен | 2:4       | Атлетико Мадрид   | 2:4           | 0:0            |
| Пари Сен Жермен  | 5:6       | Барселона         | 4:0           | 1:6            |
| Севиља           | 2:3       | Лестер сити       | 2:1           | 0:2            |

## Четвртфинале
Жреб је одржан 17. марта 2017. године. Прве утакмице су игране 11. и 12. априла, а реванш мечеви 18. и 19. априла 2017. године. У првом двомечу играле су екипе Атлетико Мадрида и Лестер Ситија први меч је игран на стадиону Висенте Калдерон, а резултат крајњи био 1:0 за екипу Атлетико Мадрида једини гол је постигао Антоан Гризман у 28 минуту из једанаестерца. У реваншу на Кинг Пауер стадиону резултат је био 1:1 повео је Атлетико Мадрид голом Саул Њигуеза у 26 минуту, а изједначио је голом Џејми Варди у 61 минуту. У другом двомечу играле су екипе Бајерн Минхена и Реал Мадрида први меч је одигран на стадиону Алијанц арена резултат је био 2:1 за екипу Реал Мадрида повео је Бајерн Минхен голом Артура Видала у 25 минуту, изједначење је донео Кристијано Роналдо у 47 минуту, а исти играч је поставио коначан резултат у 77 минуту утакмице. У реваншу на стадиону Сантијаго Бернабеу резултат је био 4:2 за екипу Бајерн Минхена после продужетака повео је Бајерн Минхен голом Роберта Левандовског у 53 минуту из једанаестерца, изједначење је донео Кристијано Роналдо у 76 минуту, а вођство екипи Бајерн Минхена донео је Серхио Рамос у 78 минуту аутоголом, а изједначење је донео Кристијано Роналдо у 105 минуту, а исти играч донео вођство Реал Мадриду голом у 110 минуту, коначан резултат је поставио Марко Асенсио у 112 минуту утакмице. У трећем двомечу играле су екипе Борусије Дортмунд и Монака у првом мечу играном на стадиону Сигнал Идуна парк резултат је гласио 3:2 за екипу Монака повео је Монако голом Килијана Мбапеа у 19 минуту, на 2:0 је повисио Свен Бендер у 35 минуту постигао је аутогол, резултат на 2:1 смањио је Усман Дембеле у 57 минуту, на 3:1 повисио је Килијан Мбапе у 79 минуту, а коначан резултат је поставио Шинџи Кагава у 84 минуту. У реваншу на стадиону Луј II резултат је био 3:1 за екипу Монака голове су постигли за Монако Килијан Мбапе у 3 минуту, Радамел Фалкао у 17 минуту, и Валер Жермен у 81 минуту док једини гол за екипу Борусије Дортмунд постигао је Марко Ројс у 48 минуту утакмице. У четвртом двомечу играле су екипе Јувентуса и Барселоне у првом мечу играном на Стадион Јувентус резултат је био 3:0 за екипу Јувентуса голове су постигли Пауло Дибала у 7 и 22 минуту и Ђорђо Кјелини у 55 минуту утакмице. У реваншу на стадиону Камп ноу резултат је био 0:0.
| Тим #1            | рез. | Тим #2      | прва утакмица | друга утакмица |
| ----------------- | ---- | ----------- | ------------- | -------------- |
| Атлетико Мадрид   | 2:1  | Лестер сити | 1:0           | 1:1            |
| Борусија Дортмунд | 3:6  | Монако      | 2:3           | 1:3            |
| Бајерн Минхен     | 3:6  | Реал Мадрид | 1:2           | 2:4 (пр)       |
| Јувентус          | 3:0  | Барселона   | 3:0           | 0:0            |

## Полуфинале
Жреб је одржан 21. априла 2017. године. Прве утакмице су игране 2. и 3. маја, а реванш мечеви 9. и 10. маја 2017. године. У првом двомечу играле су екипе Монака и Јувентуса први меч је игран на стадиону Луј II, крајњи резултат је био 2:0 за екипу Juventusa  голове је постигао Гонзало Игуаин у 29 и 59 минуту утакмице. У реваншу играном на Стадион Јувентус резултат је био 2:1 за екипу Јувентуса голове су постигли Марио Манџукић у 33 минуту и Дани Алвес у 44 минуту док је једини гол за Монако постигао Килијан Мбапе у 69 минуту утакмице. У другом двомечу играле су екипе Реал Мадрида и Атлетико Мадрида први меч је игран на стадиону Сантијаго Бернабеу а резултат је био 3:0 за екипу Реал Мадрида голове је постигао Кристијано Роналдо у 10,73 и 86 минуту. У реваншу на стадиону Висенте Калдерон резултат је био 2:1 за екипу Атлетико Мадрида. Повео је Атлетико Мадрид голом Саул Њигуеза у 12 минуту, на 2:0 повисио је Антоан Гризман у 16 минуту из једанаестерца а резултат је смањио на 2:1 и тиме поставио коначан резултат Иско голом у 42 минуту утакмице.
| Тим #1      | рез. | Тим #2          | прва утакмица | друга утакмица |
| ----------- | ---- | --------------- | ------------- | -------------- |
| Реал Мадрид | 4:2  | Атлетико Мадрид | 3:0           | 1:2            |
| Монако      | 1:4  | Јувентус        | 0:2           | 1:2            |

## Финале
Финале Лиге шампиона играно је на стадиону Миленијум у Кардифу играле су екипе Јувентуса и Реал Мадрида. Повео је Реал Мадрид голом Кристијана Роналда у 20 минуту, изједначење је донео Марио Манџукић голом у 27 минуту утакмице, док ново вођство Реал Мадриду је донео Касемиро у 61 минуту на 3:1 повисио је Кристијано Роналдо голом у 64 минуту, а коначан резултат је поставио Марко Асенсио голом у 90 минуту. Екипа Јувентуса остала је са играчем мање на терену када је црвени картон добио Хуан Гвардадо у 84 минуту.
| Јувентус     | 1 - 4    | Реал Мадрид                                  |
| ------------ | -------- | -------------------------------------------- |
| Манџукић 27’ | Извештај | Роналдо 20, 64’ · Касемиро 61’ · Асенсио 90’ |

| Победник Лиге шампиона 2016/17. |
| ------------------------------- |
| ФК Реал Мадрид 12. титула       |

## Најбољи стрелци
- Кристијано Роналдо ( ФК Реал Мадрид)- 12 голова
- Лионел Меси (ФК Барселона)- 11 голова
- Единсон Кавани( ФК Пари Сен Жермен)- 8 голова
- Роберт Левандовски( ФК Бајерн Минхен)- 8 голова
- Пјер Емерик Обамејанг( ФК Борусија Дортмунд)- 7 голова
- Килијан Мбапе( ФК Монако)- 6 голова
- Антоан Гризман( ФК Атлетико Мадрид)- 6 голова
- Серхио Агверо ( ФК Манчестер Сити)- 5 голова
- Дрис Мертенс( ФК Наполи)- 5 голова
- Радамел Фалкао( ФК Монако)- 5 голова
- Карим Бензема( ФК Реал Мадрид)- 5 голова
- Гонзало Игуаин( ФК Јувентус)- 5 голова